# Osvaldo Montes
Osvaldo José Montes (Rosario, 8 de enero de 1934-Buenos Aires, 4 de julio de 2014), conocido como el Marinero Montes, fue un profesor de música y bandoneonista argentino dedicado al género del tango.
Su apodo surgió en la época en que Montes cumplió su servicio militar obligatorio en la Marina, oportunidad en que estuvo embarcado en el buque escuela ARA Bahía Thetis que anualmente hacía un viaje dando la vuelta al mundo con los alumnos. En el curso de dicho viaje, los cadetes de la Armada le compraron un bandoneón en Marsella y se lo regalaron.

## Biografía
Montes comenzó a estudiar música cuando cursaba la escuela primaria. A los ocho años su padre estaba internado y la madre, que iba todos los días a cuidarlo, le compró un bandoneón para que aprovechara el tiempo. Fue alumno de Egidio Presenti y tomó lecciones de Pedro Caifano y Antonio Ríos. Estudió armonía con René Teseo y Alberto Coronato y, ya en edad madura, su pasión por el conocimiento de la música lo llevó a estudiar trompeta durante tres años en el Instituto del Teatro Colón. 
Se presentó acompañando al cantor Alfredo Belusi antes de los 13 años y tenía esa edad cuan debutó profesionalmente con la orquesta de Raúl Bianchi, con quien permaneció doce años y llegó a ser conocido en el ambiente musical como “El pibe de Bianchi”. En 1955 se incorporó a la orquesta de Miguel Nijensohn, se radicó en Buenos Aires y a los dos años era solista de bandoneón.
En la década de 1960 se daba una movilidad de los músicos de tango que hacía que muchos de ellos participaran alternativamente en unas y otras formaciones orquestales, y Osvaldo Montes no fue ninguna excepción. Trabajó con las orquestas de Enrique Alessio, Miguel Caló, Ángel Domínguez, Enrique Mario Francini y Armando Lacava y acompañó a los cantantes Alberto Marino y Siro San Roman. En 1962 se unió a la orquesta de Leopoldo Federico que por entonces respaldaba al cantante Julio Sosa. Después que éste fallece, participó en giras por países de América de las orquestas de Horacio Salgán y de Mariano Mores. 
Integrando el Quinteto de Buenos Aires, entre 1968 y 1971 viajó por la Unión Soviética, Colombia, Perú, Costa Rica y Brasil. También tocó en el Carnegie Hall de Nueva York con la orquesta de Atilio Stampone. Integró la Orquesta de Tango de Buenos Aires y con el guitarrista Aníbal Arias formó un dúo que realizó presentaciones en Japón y otros lugares. En este país también actuó junto a Néstor Marconi y Antonio Agri.
Con la orquesta de Stampone realizó muchas actuaciones en la tanguería Caño 14, en Buenos Aires. Sus conocimientos, habilidad y experiencia como bandoneonista, le llevaron a integrar durante casi 30 años el elenco estable de la Orquesta del Tango de Buenos Aires.
Grabó con los cantantes Néstor Fabián, Roberto Goyeneche, Libertad Lamarque, Alberto Marino, Nito Mores, Edmundo Rivero, Floreal Ruiz, Mercedes Simone y Julio Sosa, y con los conjuntos de Atilio Stampone, Alfredo Gobbi, Miguel Caló, Mariano Mores, Pedro Laurenz y Horacio Salgán.
Montes también hizo labor docente; entre otros lugares, enseñó música de tango en Copenhague y en la Sociedad Argentina de Autores y Compositores. Participó en la banda sonora de Tango feroz en 1993, en el documental Tango, un giro extraño (2005), dirigido por Mercedes García Guevara, y en la de Una sombra ya pronto serás en 1994. Falleció en Buenos Aires el 4 de julio de 2014.